# Bob Martin (roer)
 For alternative betydninger, se Bob Martin. (Se også artikler, som begynder med Bob Martin)
Robert Doud "Bob" Martin (19. juni 1925 - 18. oktober 2012) var en amerikansk roer og olympisk guldvinder, født i Tacoma, Washington.
Martin var en del af den amerikanske firer med styrmand, der vandt guld ved OL 1948 i London. Bådens øvrige besætning var Warren Westlund, Bob Will, Gordy Giovanelli og styrmand Allen Morgan. Amerikanerne sikrede sig guldmedaljen foran Schweiz og Danmark, der fik henholdsvis sølv og bronze. Det var det eneste OL Martin deltog i, og det var desuden eneste gang USA vandt guld i denne disciplin, der blev fjernet fra OL-programmet efter OL 1992 i Barcelona.

## OL-medaljer
- 1948:  Guld i firer med styrmand